# 布拉德利斯托克
布拉德利斯托克（英語：Bradley Stoke）是英格兰南格洛斯特郡的一座城鎮，位於布里斯托尔东北10公里 。城鎮鄰近布里斯托尔海峡的塞文河口，以及三條高速公路： M5， M4和 M32。
布拉德利斯托克屬於一個居住區，其規劃始於1970年，建築工程由1987年開始進行。布拉德利斯托克一名取自流經當地的布拉德利溪流（英語：Bradley Brook）及斯托克溪流（英語：Stoke Brook）。布拉德利斯托克與費爾頓和周邊的近郊組成了北布里斯托市區的一部分。

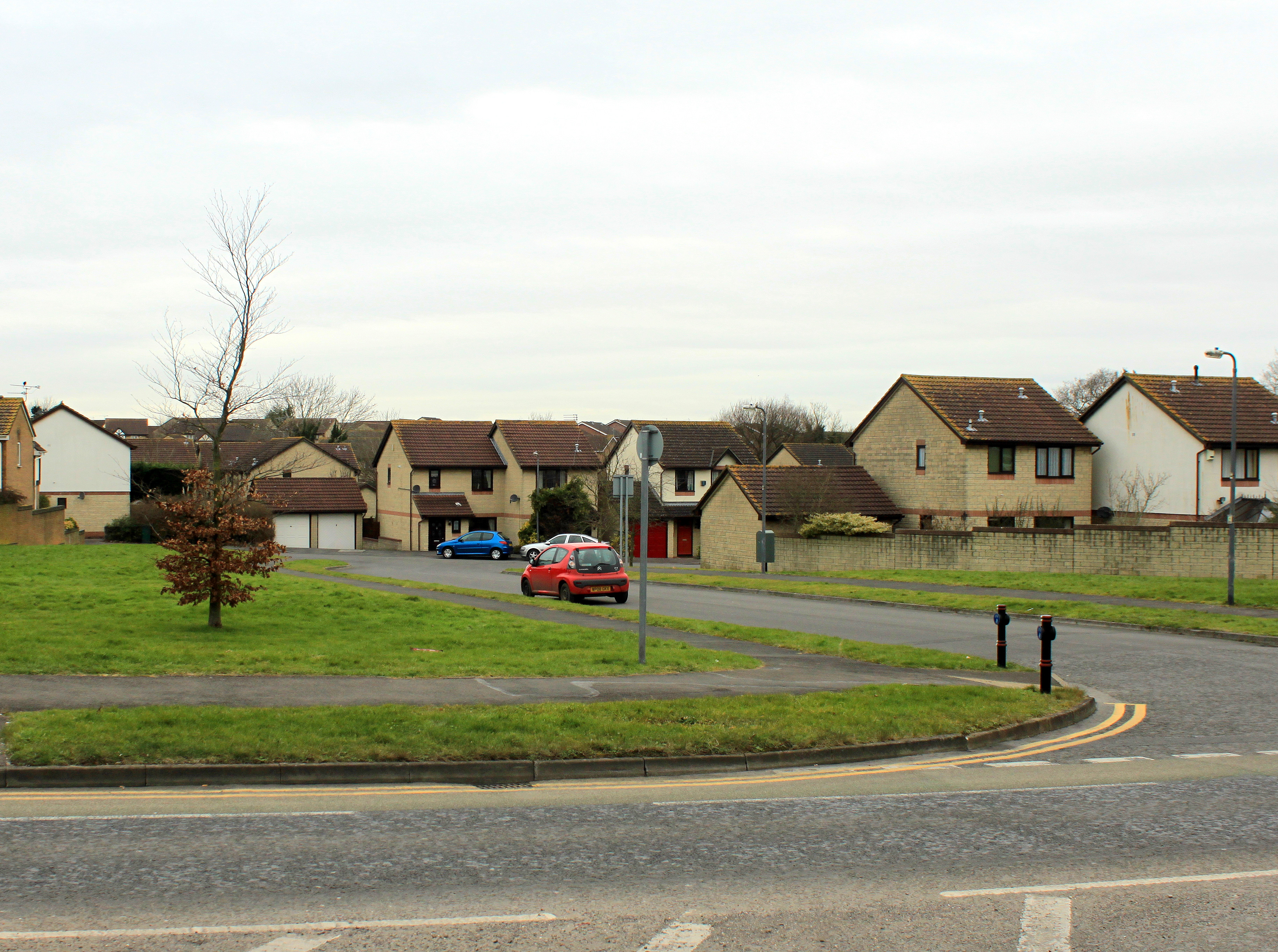
位於布拉德利斯托克的房屋，攝於2012 年。

## 歷史
現今的布拉德利斯托克地區曾經是位於北布里斯托的斯托克吉福德村（英語：Stoke Gifford）以北的一片農田，斯托克溪流則穿流於農田之中。與其他早期由屬於法定机构並得到政府投資的新城鎮發展机构（英語：New Town Development Corporation）所發展出來的新城鎮不同，布拉德利斯托克的規劃發展由私人地產發展商主導。在其規劃發展過程中，布拉德利斯托克曾經被譽為全歐洲最大的私人住宅發展項目之一。

## 友好城市
该城市與法国马恩河畔尚是姊妹城市。